# رينولد ماك
رينولد ماك (بالألمانية: Reinhold Mack)‏ هو مهندس ومهندس الصوت ومنتج أسطوانات وملحن ألماني، (ولد في ألمانيا 1949  م).

## وصلات خارجية
- رينولد ماك على موقع IMDb (الإنجليزية)
- رينولد ماك على موقع ميوزك برينز (الإنجليزية)
- رينولد ماك على موقع ديسكوغز (الإنجليزية)
- رينولد ماك على موقع قاعدة بيانات الفيلم (الإنجليزية)